# Pelidnota gwendolinae
Pelidnota gwendolinae är en skalbaggsart som beskrevs av Soula 2006. Pelidnota gwendolinae ingår i släktet Pelidnota och familjen Rutelidae. Inga underarter finns listade i Catalogue of Life.